# Euodynerus longisetulosus
Euodynerus longisetulosus är en stekelart som beskrevs av Giordani Soika 1971. Euodynerus longisetulosus ingår i släktet kamgetingar, och familjen Eumenidae. Inga underarter finns listade i Catalogue of Life.